# Time (Unix)

time — unix-утилита, возвращающая время выполнения простой команды или получение подсказки по ресурсу. Когда команда завершается, time выводит на стандартный вывод статистическое сообщение об использованном времени при этом запуске. Эта статистика содержит:
- реальное время выполнения между вызовом и завершением
- время CPU, которое занял пользователь (сумма значений tms_utime и tms_cutime в структуре struct tms, которая возвращается вызовом times)
- время CPU, занятое системой (сумма значений tms_stime и tms_cstime в структуре struct tms, которая возвращается вызовом times).

## Использование
- time [опции] команда [аргументы…]

## Параметры запуска
-p
Когда используется локаль POSIX, используется точный традиционный формат
```
"real %f\nuser %f\nsys %f\n"
```

(с цифрами в секундах), где число разрядов в выводе для %f не задаётся, но является достаточным для точного выражения времени и, по крайней мере, разрядов не меньше одного.